# Antonio Escohotado
Antonio Escohotado Espinosa (5. července 1941, Madrid – 21. listopadu 2021, Ibiza) byl španělský filozof, právník, esejista a univerzitní profesor. Publikoval díla o právu, filozofii a sociologii. Ve Španělsku byl kontroverzní osobností kvůli svému postoji proti prohibici drog.

## Život
Escohotado strávil prvních deset let svého života v Rio de Janeiru v Brazílii, kde jeho otec pracoval jako tiskový atašé na španělském velvyslanectví. Později se vrátil do Madridu, začal studovat právo a filozofii a napsal disertační práci o Hegelovi. V roce 1964 začal pracovat v Oficiálním Úvěrovém Institutu (Instituto de Crédito Oficial), španělské veřejné bance. Později, v roce 1970, opustil svou práci a přestěhoval se na Ibizu, kde pracoval jako překladatel. V roce 1976 založil noční klub „Amnesia“, který se později stal jedním z nejoblíbenějších na ostrově. V roce 1983 byl zatčen policií a uvězněn za držení kokainu. Tváří v tvář situaci se přiznal k nevině a tvrdil, že šlo o past nastraženou policií. Během svého věznění napsal své nejvýznamnější dílo: „Obecná historie drog“. Po propuštění z vězení pracoval jako profesor na Národní univerzitě distančního vzdělávání (UNED).